# Atomaria
Atomaria är ett släkte av skalbaggar som beskrevs av Stephens 1830. Atomaria ingår i familjen fuktbaggar.
Släktet Atomaria indelas i:
- Atomaria abietina
- Atomaria affinis
- Atomaria alpina
- Atomaria analis
- Atomaria apicalis
- Atomaria atra
- Atomaria atrata
- Atomaria atricapilla
- Atomaria attila
- Atomaria badia
- Atomaria barani
- Atomaria basalis
- Atomaria bella
- Atomaria bescidica
- Atomaria clavigera
- Atomaria diluta
- Atomaria elongatula
- Atomaria fimetarii
- Atomaria fuscata
- Atomaria fuscipes
- Atomaria gracilicornis
- Atomaria gravidula
- Atomaria grossepunctata
- Atomaria gutta
- Atomaria hislopi
- Atomaria ihsseni
- Atomaria impressa
- Atomaria lapponica
- Atomaria lewisi
- Atomaria linearis
- Atomaria lohsei
- Atomaria longicornis
- Atomaria lundbergi
- Atomaria mesomela
- Atomaria mongolica
- Atomaria morio
- Atomaria munda
- Atomaria nigripennis
- Atomaria nigrirostris
- Atomaria nigriventris
- Atomaria nitidula
- Atomaria ornata
- Atomaria peltata
- Atomaria peltataeformis
- Atomaria pseudatra
- Atomaria puncticollis
- Atomaria punctithorax
- Atomaria pusilla
- Atomaria rhenanonum
- Atomaria rubella
- Atomaria rubida
- Atomaria rubricollis
- Atomaria scutellaris
- Atomaria semitestacea
- Atomaria sodermani
- Atomaria sparreschneideri
- Atomaria strandi
- Atomaria subangulata
- Atomaria testacea
- Atomaria turgida
- Atomaria umbrina
- Atomaria vespertina
- Atomaria wollastoni
- Atomaria zetterstedti

## Bildgalleri

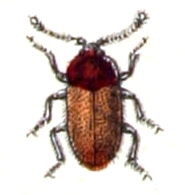
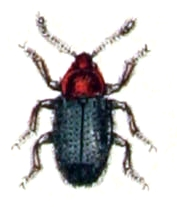
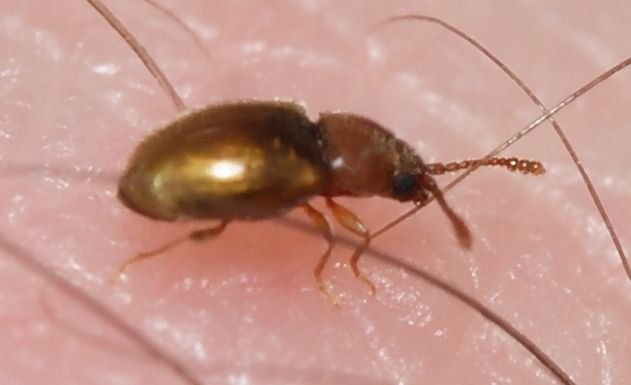
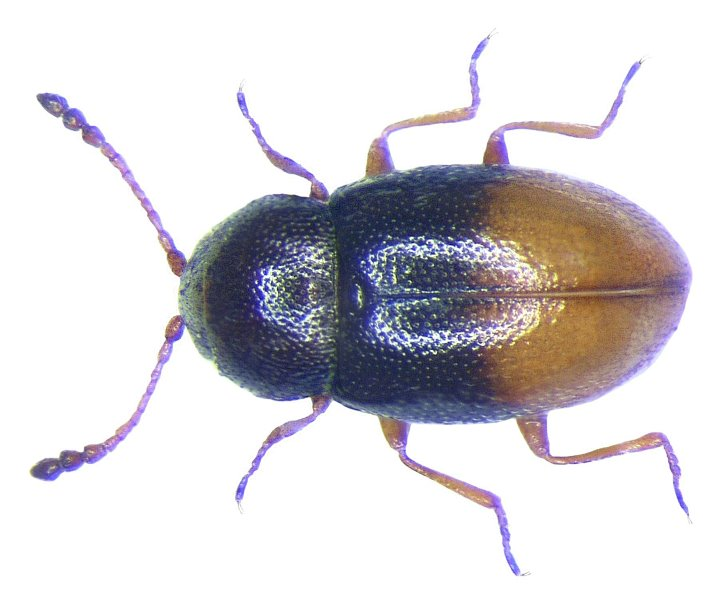
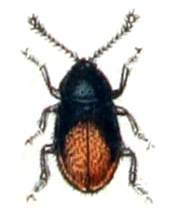